# Ya'qub Layths mausoleum

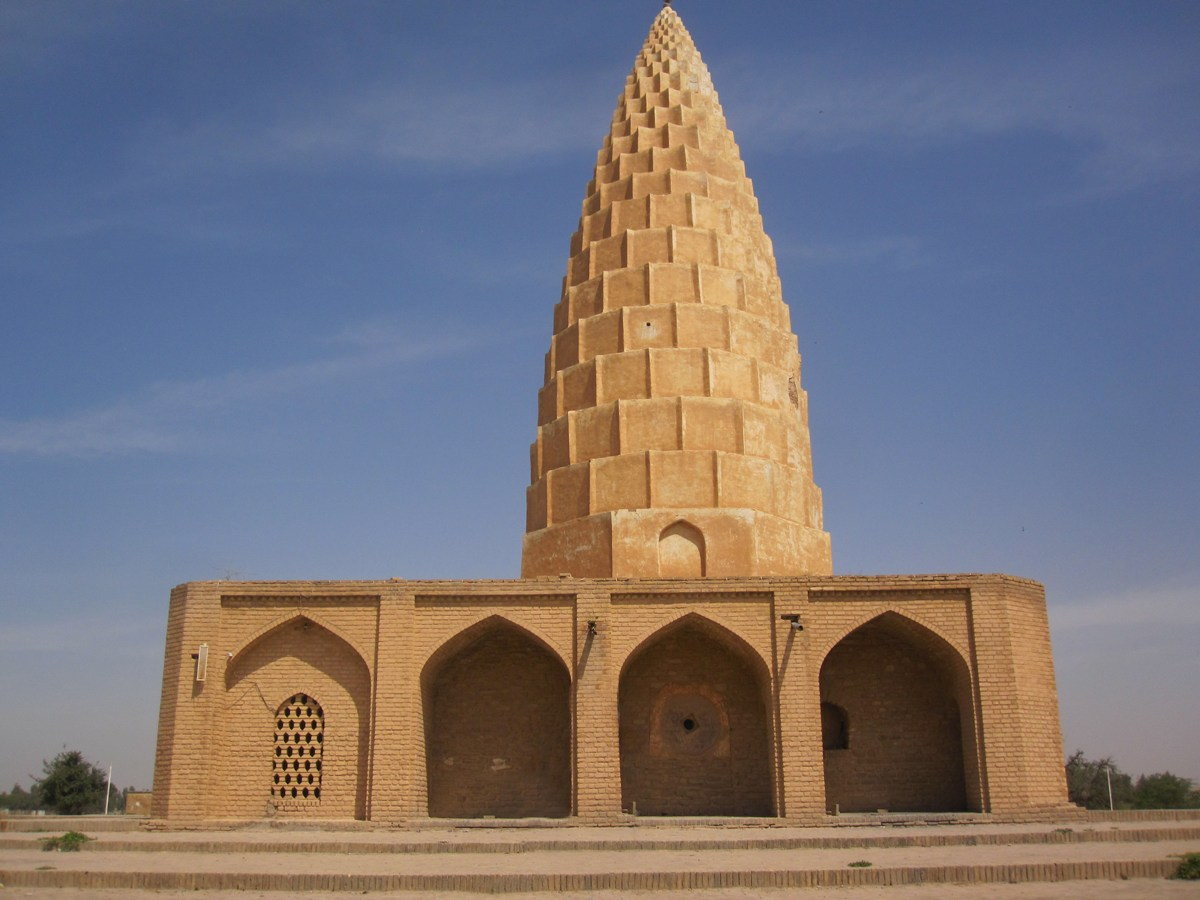
Ya'qub Layths mausoleum.

Ya'qub Layths mausoleum (persiska: آرامگاه یعقوب لیث) tillhör Ya'qub Layth Saffari, grundaren av saffariddynastin (876–1003 e.Kr.). Detta mausoleum ligger i Gundishapurs i byn Shahabad, nära staden Dezful i provinsen Khuzestan. Ya'qub Layth Saffari var den första person som utsåg det persiska språket till landets officiella språk, 200 år efter islams intåg i Iran.

## Bilder

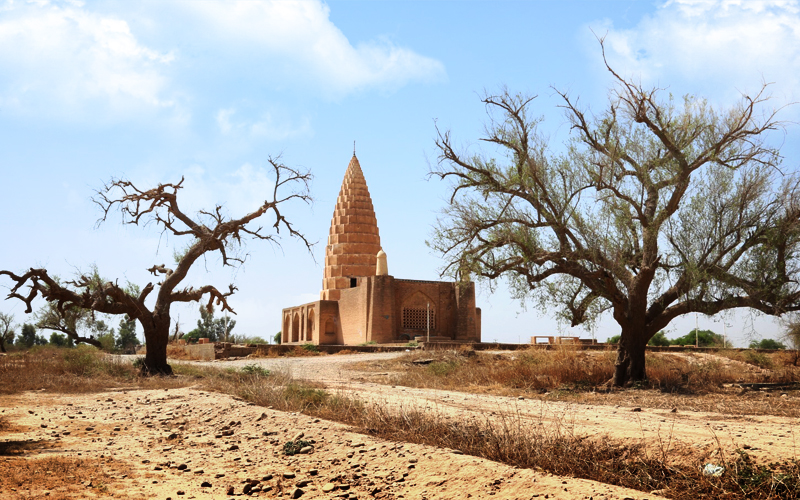
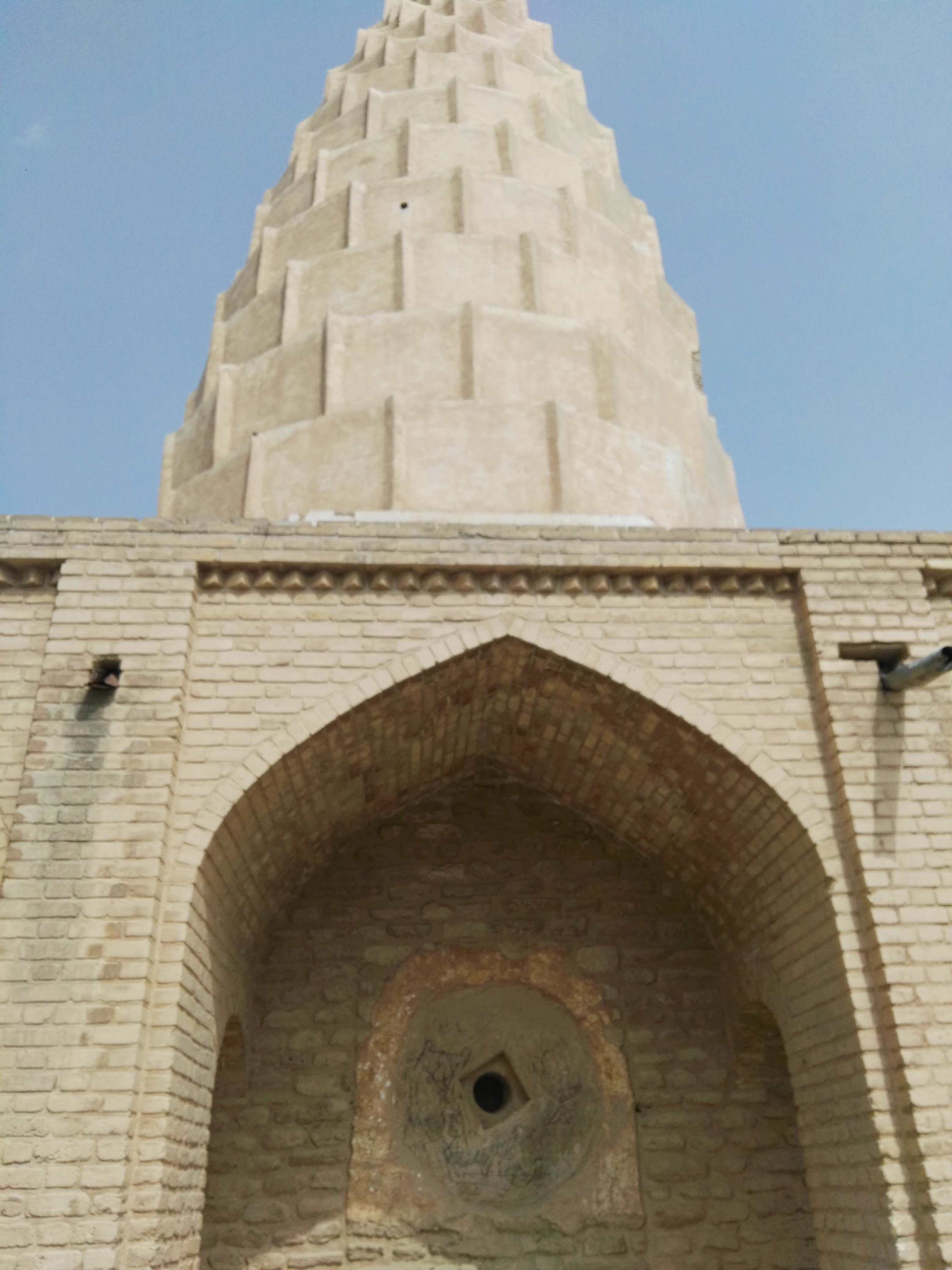
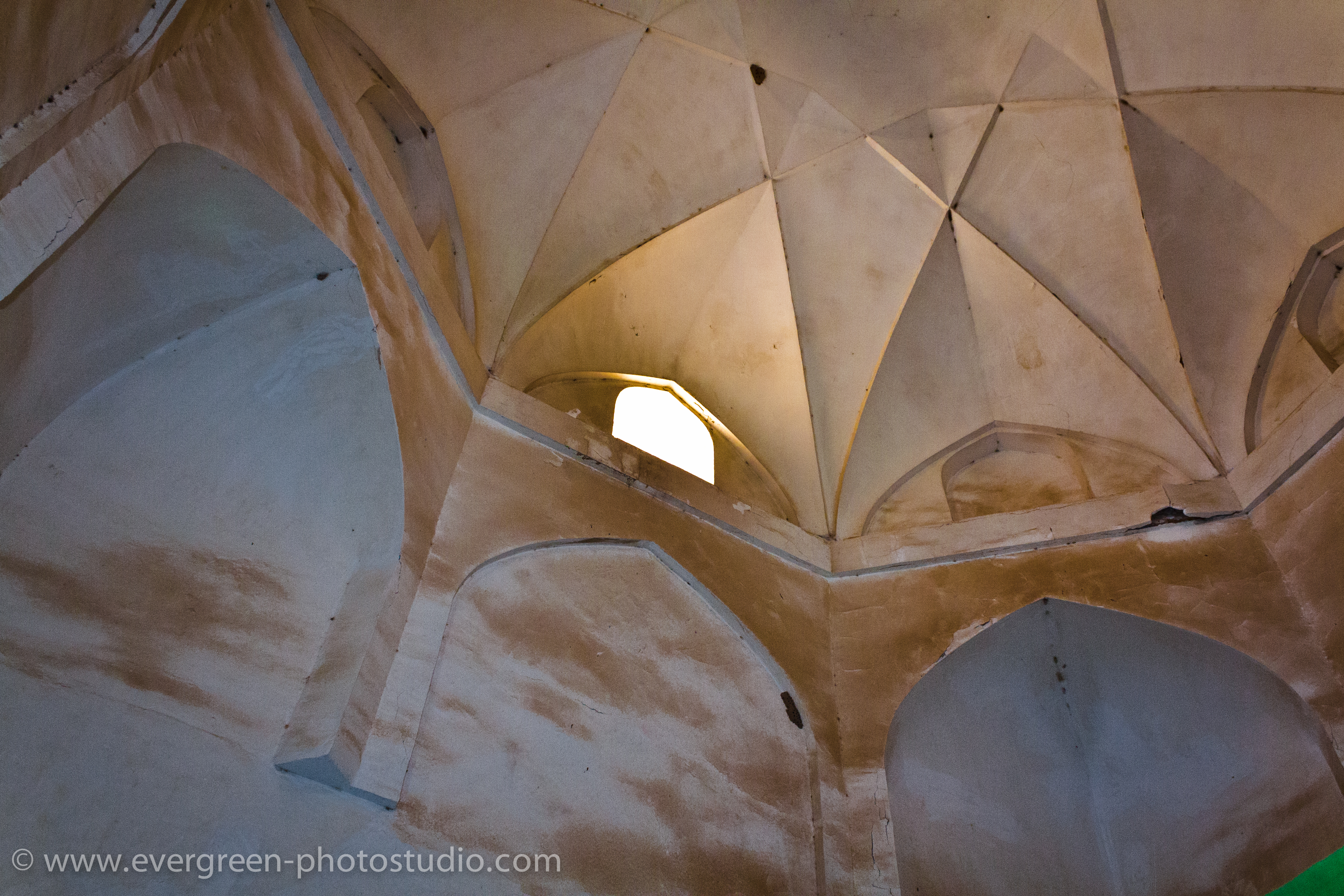
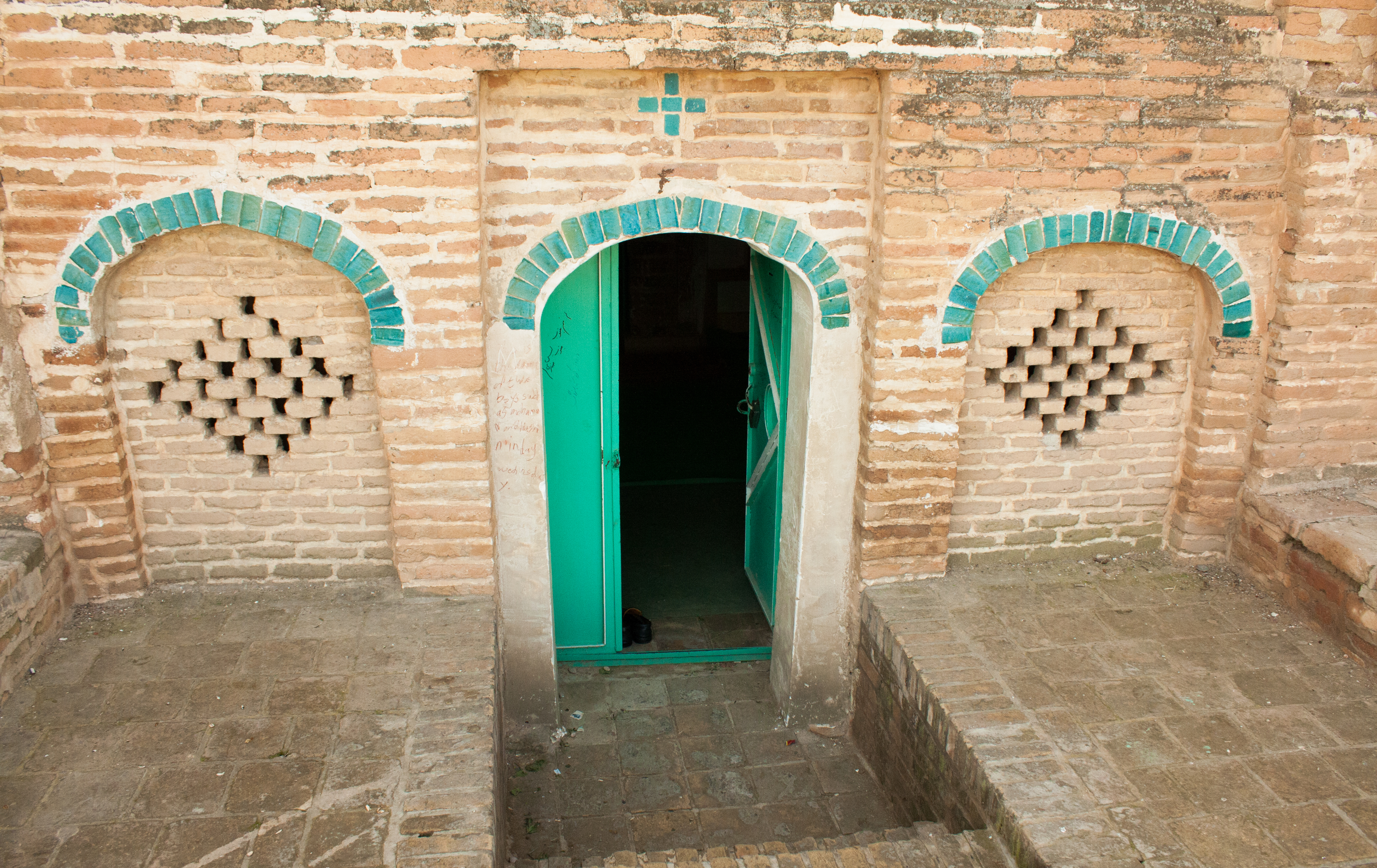
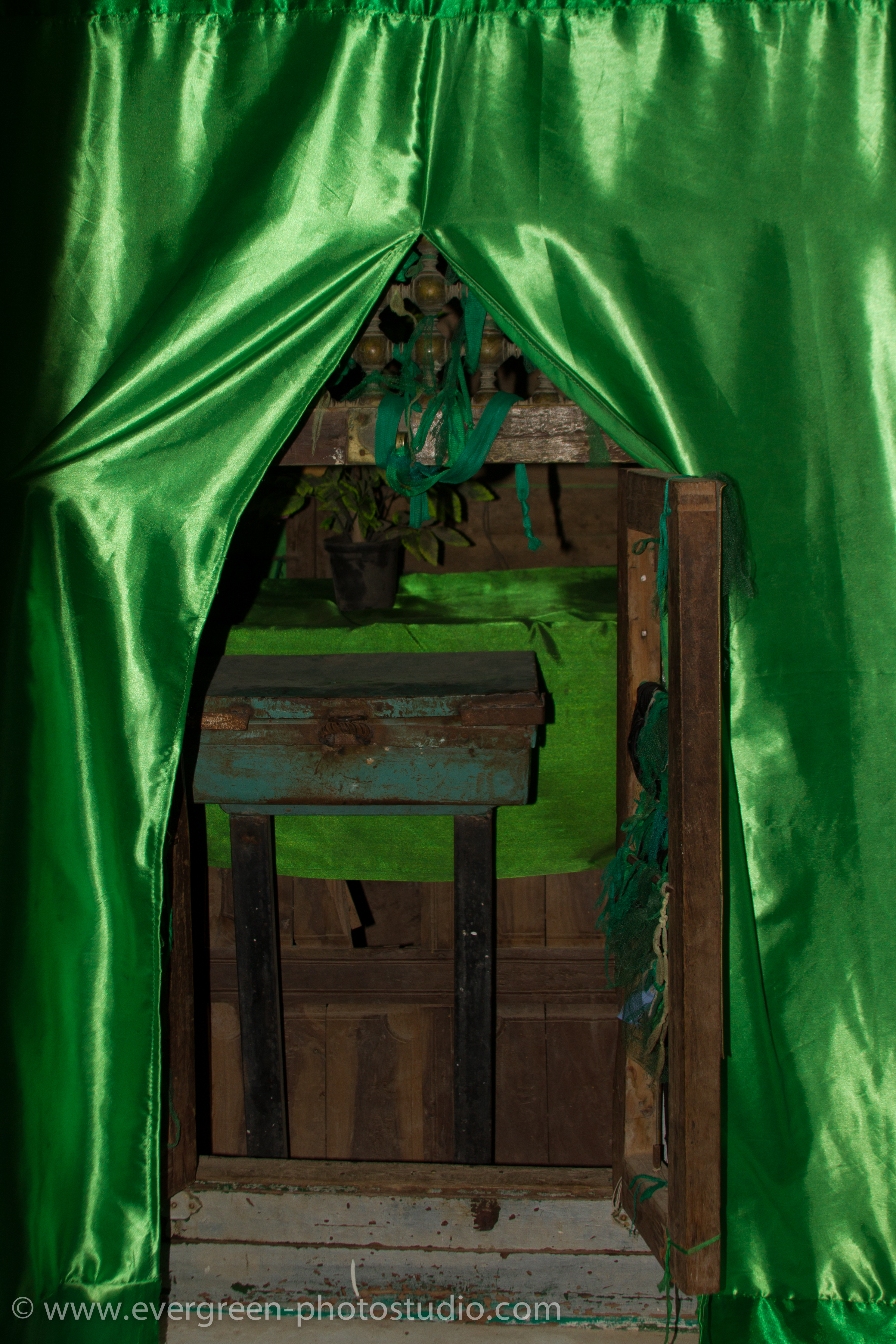